# Andreas Josenhans
Andreas Josenhans (* 9. September 1950 in Pforzheim) ist ein kanadischer Segler deutscher Herkunft.

## Werdegang
Er wuchs als Sohn einer Hochschulprofessorin und eines Arztes in der kanadischen Provinz Nova Scotia auf. Andreas Josenhans nahm 1976 an den Olympischen Sommerspielen in Montreal teil und wurde im Soling Achter. In derselben Bootsklasse gewann er 1977 und 1980 mit Glen Dexter und Sandy McMillan den Weltmeistertitel, 1978 wurde man WM-Zweiter. Zusammen mit Buddy Melges wurde Josenhans des Weiteren 1978 und 1979 Weltmeister im Starboot.
Josenhans ließ sich im US-Bundesstaat Connecticut nieder. Beruflich wurde er als Segelmacher tätig. Er gewann 1992 als Besatzungsmitglied der America 3 von Bootsbesitzer Bill Koch den America’s Cup. Später lebte er in der Nähe von Lunenburg in Nova Scotia. Im Oktober 2021 wurde Josenhans in die Ruhmeshalle des kanadischen Segelverbands aufgenommen.